# アントワネット・アンリエット・クレマンス・ロベール
アントワネット・アンリエット・クレマンス・ロベール（フランス語: Antoinette Henriette Clémence Robert、1797年12月6日 - 1872年12月1日）は、フランスの女流作家。
歴史小説や詩、ノンフィクションや舞台劇、短編小説を手がけた。1855年から1870年まで、Virginie Ancelotとともに大衆向けのロマン主義で活躍した小説家であった。手がけた作品の多くはクレマンス・ロベールの名で出版された。

## 経歴
1797年12月6日、フランスのマコンで副判事を務めていた父の元に生まれた。歴史が好きで、勉強熱心であったという。1820年に最初の作品として『Cri de joie d'une Française sur la naissance de SAR Mgr le duc de Bordeaux (Mme Ve Porthmann 1820)』を出版した。1830年に父が亡くなると、他の女流作家との交流、そして兄と再会するためにパリに移住した。パリでは図書館に勤務し、1845年にAbbaye-aux-Boisに静養に訪れた。またその頃、友人であったフランソワ＝ルネ・ド・シャトーブリアンとジュリエット・レカミエが文学サロンをレカミエの部屋で開いていた。
1872年12月1日、74歳で死去した。

## 主な作品
- Le Marquis de Pombal. Brussels. (1844) An historical novel concerning Sebastião José de Carvalho e Melo, 1st Marquess of Pombal
- (フランス語) William Shakespeare. Paris: G. Roux et O. Cassanet. (1844) Another French edition was published in Brussels, in 1844, and a German edition was published in Leipzig. A Spanish translation by "F" appeared in Malaga in 1845.
- Les quatre sergents de La Rochelle [The Four Sergeants of La Rochelle]. Paris. (1849)
- Le Mont Saint-Michel, roman historique. (1856) (Year of publication is approximate.)
- Le poëte de la reine [The Queen's Poet]. Paris: Arnauld de Vresse. (1861). This is a version of her earlier novel William Shakespeare.
- Mémoires authentiques sur Garibaldi. Paris: Fayard. (1860)
- Les victimes du fanatisme [Victims of Fanaticism]. Paris: Arnauld de Vresse. (1864)
- Paris Silhouettes. Paris: Louis Janet